# Begonia platyptera
Begonia platyptera là một loài thực vật có hoa trong họ Thu hải đường. Loài này được Urb. mô tả khoa học đầu tiên năm 1930.